# Ascension (miniserie televisiva)
Ascension è una miniserie televisiva canadese e statunitense del 2014 di fantascienza trasmessa per la prima volta dalla rete via cavo Syfy in tre serate dal 15 al 17 dicembre 2014. Viene cancellata dopo la prima stagione.
In Italia è stata pubblicata in lingua originale sottotitolata sul portale VVVVID nel mese di novembre 2015, mentre è stata pubblicata doppiata su Netflix il 15 febbraio 2016. È stata però rimossa dalla piattaforma il 16 novembre 2019.
Inoltre è stata anche caricata sull'applicazione gratuita per IOS e Android chiamata: Pluto TV dove è visibile con delle piccole interruzioni pubblicitarie

## Trama
Nel 1963 l'amministrazione statunitense guidata da John Fitzgerald Kennedy, temendo che la guerra fredda si tramutasse presto in una terza guerra mondiale dai risvolti apocalittici, diede il via libera a un progetto per garantire la salvezza dell'umanità, progetto che prevedeva l'invio nello spazio di un selezionato gruppo di uomini, donne e bambini che avrebbero dovuto raggiungere, dopo un lungo viaggio interstellare, un nuovo pianeta da colonizzare nel sistema solare di Proxima Centauri. Circa cinquanta anni dopo, nel 2014, i circa seicento passeggeri di una nave generazionale, alcuni dei quali ritengono il viaggio una trappola mortale, si preparano a raggiungere il punto di non ritorno, quando sono chiamati a fare i conti con la misteriosa morte di una giovane donna, Lorelei Wright, il primo omicidio dalla data della loro partenza.
Mentre all'interno della nave si consumano lotte di potere e l'equipaggio cerca di contenere misteriosi tentativi di sabotaggio, dall'esterno la missione è costantemente monitorata da un'organizzazione paramilitare.

## Personaggi e interpreti

### Personaggi principali
- William Denninger, interpretato da Brian Van Holt.
È il capitano della nave spaziale.
- Viondra Denninger, interpretata da Tricia Helfer.
Moglie del capitano, nonché supervisore di diverse attività. È considerata un'abile power broker e manipolatrice.
- Harris Enzmann, interpretato da Gil Bellows.
Figlio del fondatore della missione, la guida dall'esterno.
- Juliet Bryce, interpretata da Andrea Roth.
Dirige il dipartimento di medicina della nave.
- Aaron Gault, interpretato da Brandon P. Bell.
Primo ufficiale della nave.
- Nora Bryce, interpretata da Jacqueline Byers.
Figlia di Juliet.
- Emily Vanderhaus, interpretata da Tiffany Lonsdale.
Astronoma e sorella della ragazza uccisa.
- James Toback, interpretato da P. J. Boudousqué.
Ragazzo infatuato di Nora, già fidanzato della ragazza uccisa.

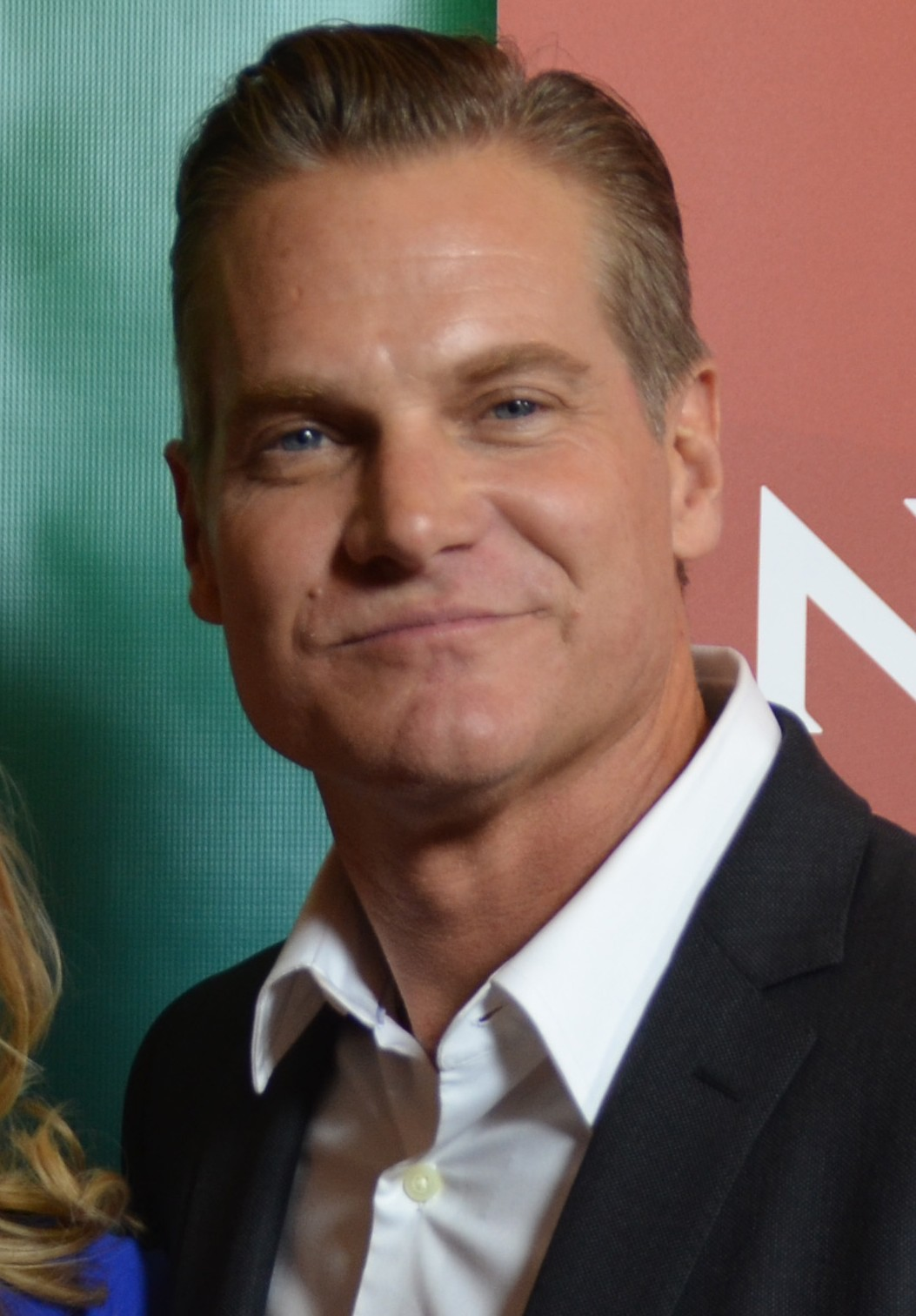
Brian Van Holt interpreta William Denninger
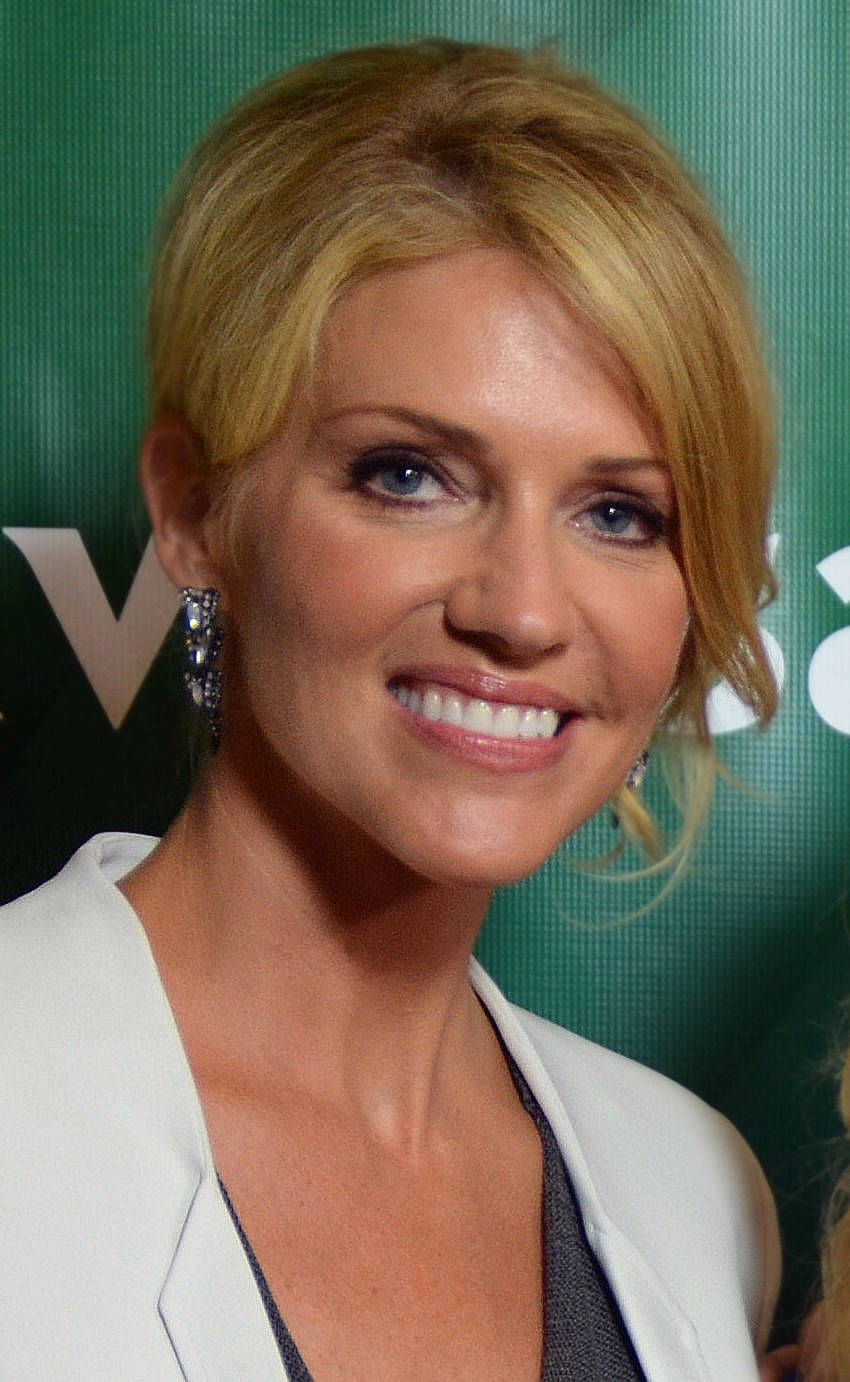
Tricia Helfer interpreta Viondra Denninger
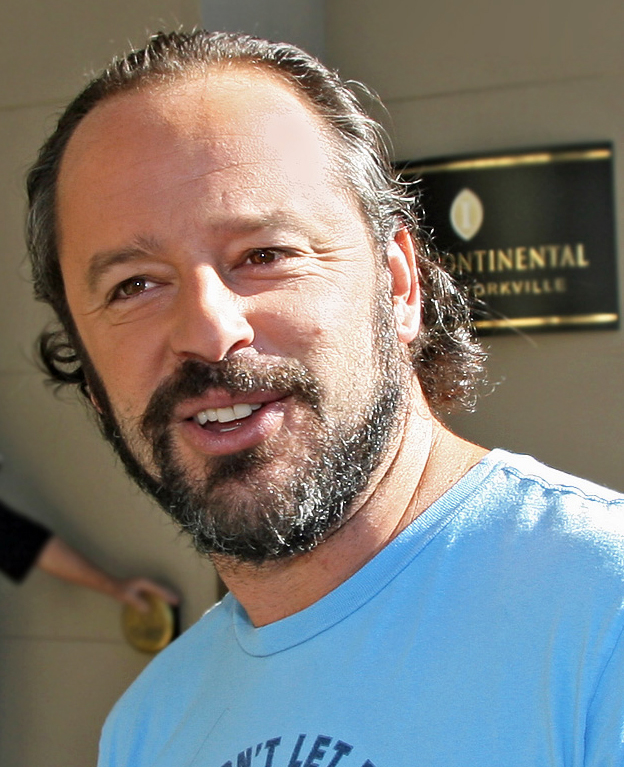
Gil Bellows interpreta Harris Enzmann

### Personaggi secondari
- John Stokes, interpretato da Brad Carter.
- Duke Vanderhaus, interpretato da Ryan Robbins.
- Consigliere Rose, interpretato da Al Sapienza.
- Jackie North, interpretata da Jessica Sipos.
- Christa Valis, interpretata da Ellie O'Brien.
- Presley Delon, interpretata da Michelle Mylett.
- Lorelei Wright, interpretata da Amanda Thomson.
- Eva Marceau, interpretata da Aliyah O'Brien.
- Ophelia, interpretata da Rachael Crawford.
- Dwight Crouch, interpretato da Taylor St. Pierre.
- Laura Enzmann, interpretata da Cynthia Preston.
- Samantha Krueger, interpretata da Lauren Lee Smith.
- Robert Bryce, interpretato da John Ralston.
- Katherine Warren, interpretata da Wendy Crewson.
- Martin Carillo, interpretato da Mark Camacho.

## Puntate
| nº | Titolo originale | Titolo italiano        | Prima TV USA     | Pubblicazione Italia |
| -- | ---------------- | ---------------------- | ---------------- | -------------------- |
| 1  | Night One        | Chapter One, Parte 1   | 15 dicembre 2014 | 15 febbraio 2016     |
| 2  | Night One        | Chapter One, Parte 2   | 15 dicembre 2014 | 15 febbraio 2016     |
| 3  | Night Two        | Chapter Two, Parte 1   | 16 dicembre 2014 | 15 febbraio 2016     |
| 4  | Night Two        | Chapter Two, Parte 2   | 16 dicembre 2014 | 15 febbraio 2016     |
| 5  | Night Three      | Chapter Three, Parte 1 | 17 dicembre 2014 | 15 febbraio 2016     |
| 6  | Night Three      | Chapter Three, Parte 2 | 17 dicembre 2014 | 15 febbraio 2016     |

## Produzione
Ispirata dal progetto Orione, nato negli anni cinquanta allo scopo di sviluppare una propulsione nucleare ad impulso per veicoli spaziali, la fiction è stata annunciata da Syfy il 13 marzo 2014. Concepita come una miniserie di sei episodi, i produttori hanno tuttavia affermato che esiste la possibilità, a fronte di un eventuale successo della fiction, che diventi una serie televisiva con più stagioni, come in passato avvenuto per Battlestar Galactica.
Il 10 marzo 2015, Syfy ha annunciato che non avrebbero prodotto ulteriori episodi o stagioni dello show, spiegando: "Siamo stati molto soddisfatti di Ascension come una serie evento, ma con un così alto profilo nello sviluppo dell'opera, abbiamo deciso di non perseguire con una serie completa."
Prodotta dalle compagnie canadesi Lionsgate Television e Sea To Sky Studios, in associazione con la statunitense Blumhouse Productions, Ascension è stata girata dal mese di luglio 2014 a Montréal.

## Timeline
Sul sito ufficiale e su twitter, Syfy propone una Timeline degli eventi accaduti, anno per anno, sulla Ascension e sulla Terra dal 1963 al 2014, cioè tutti gli eventi che precedono la serie:
- 1963: Ascension parte dalla Terra.
- 1964: Iniziano le inoculazioni di vaccino.
- 1965: Viene completato il Terra Lab.
- 1966: Nasce Robert Bryce.
- 1967: Nasce William Denninger.
- 1968: Vengono inventate le Video Card.
- 1969: Vengono sviluppati i Generatori a Cobalto per l'alimentazione ausiliaria.
- 1970: Problemi con la conservazione del cibo, le scorte alimentari vengono razionate.
- 1971: Il computer di bordo integra tutti i sistemi della Ascension.
- 1972: Nascono distinzioni sociali tra gli abitanti dei Ponti Superiori ed Inferiori.
- 1973: Vengono sviluppati computer portatili.
- 1974: Nasce Viondra Denninger.
- 1975: Record di nascite sulla Ascension.
- 1976: Vengono rinnovati i ponti superiori, aumentando l'efficacia lavorativa del 30%
- 1977: Seconda revisione e miglioramento del computer di bordo.
- 1978: Viene creata una Spiaggia da una delle vasche di riciclo e bonifica dell'acqua.
- 1979: Vengono migliorate le capsule letto, per fungere da riparo anti-radiazioni.
- 1980: Il Capitano McConnell subentra al comando.
- 1981: I Ponti Inferiori vengono accusati di piccoli furti.
- 1982: Ophelia Devan diventa la bibliotecaria della nave.
- 1983: Il Medico di Bordo diventa Capo Ufficiale Medico.
- 1984: Nasce Aaron Gault.
- 1985: Terza revisione e miglioramento del computer di bordo.
- 1986: Viene eletto il Consigliere Rose.
- 1987: Vecchi tunnel di manutenzione vengono sigillati.
- 1988: La popolazione sale a 600 persone, vengono festeggiati i 25 anni di viaggio.
- 1989: I coniugi Robert e Juliet Bryce vengono abbinati dal computer e si sposano.
- 1990: L'equipaggio dei Ponti Superiori tenta di distruggere il Computer delle Nascite.
- 1991: I poteri del Consiglio si espandono a seguito dell'incidente con il Computer delle Nascite.
- 1992: Viondra Denninger diventa Hostess.
- 1993: Alloggi minimi per gli addetti all'agricoltura.
- 1994: Nasce Lorelei Wright. Un incendio distrugge il Ponte 23 uccidendo molte persone.
- 1995: I coniugi William e Viondra Denninger vengono abbinati dal computer e si sposano.
- 1996: Nasce James Toback.
- 1997: Nasce Nora Bryce.
- 1998: Robert Bryce diventa Capo Scienziato.
- 1999: Il Consigliere Rose è stato nominato Relatore del Consiglio per la prima volta.
- 2000: Juliet Bryce diventa Capo Ufficiale Medico.
- 2001: Aaron Gault viene ammesso alla scuola ufficiali.
- 2002: Nasce Christa Valis.
- 2003: La madre di Christa Valis viene ricoverata per 6 mesi in cure psichiatriche.
- 2004: Una rivoluzione agricola nei Ponti Inferiori porta a porzioni giornaliere più generose.
- 2005: I coniugi Duke e Emily Vanderhaus vengono abbinati dal computer e si sposano.
- 2006: Il Sistema Automatico per la Distribuzione del Cibo è stato rinnovato dopo lo studio nutrizionale di Robert Bryce.
- 2007: Emily Vanderhaus diventa Capo Astronomo.
- 2008: Nora Bryce e Presley Delon diventano amiche.
- 2009: Jackie North si unisce alle Hostess.
- 2010: Lorelei Wright inizia a lavorare in Archivio.
- 2011: Aaron Gault viene promosso a Primo Ufficiale.
- 2012: Stokes diventa Supervisore allo Stoccaggio Bestiame.
- 2013: Nora Bryce riceve il riconoscimento dal capitano per il suo eccellente ruolo accademico.
- 2014: 51º anno di viaggio. Lorelei Wright viene assassinata, è il primo omicidio a bordo della nave.
- 2015: L'Ascension oltrepassa il Rubicone, il punto di non ritorno, da qui in avanti la nave non avrà più energia per invertire la rotta.
- 2063: Arrivo su Proxima Centauri.